# Neobisiidae
Neobisiidae vormt een familie binnen de orde der bastaardschorpioenen (Pseudoscorpionida).

## Kenmerken
De lichaamskleur varieert van rood- of donkerbruin via olijfgroen tot geel- of roomwit. De groenachtige poten hebben tweeledige tarsi. Ze hebben meestal 4 ogen, maar grotbewonende soorten hebben dikwijls minder of helemaal geen ogen. De lichaamslengte varieert van 1 tot 5 mm.
Exemplaren van Neobisiidae hebben twee zeer lange pedipalpen met palpal chelae (tangen) die sterk lijken op de tangen die bij echte schorpioenen worden gevonden. De pedipalpen bestaat uit een onbeweeglijke 'hand' en 'vinger', met een afzonderlijke beweegbare vinger die wordt aangestuurd door adductoren. In tegenstelling tot de meeste andere bastaardschorpioenen bevinden zich een gifklier en kanaal in het onbeweeglijke 'vinger'-gedeelte van elke pedipalp, in plaats van in de beweegbare. Het gif wordt gebruikt om de prooi te vangen en te verlammen.

## Leefwijze
Prooien worden verdoofd met een gifklier, waarna deze door de grote monddelen aan stukken wordt gescheurd en opgegeten.

## Verspreiding en leefgebied
Deze familie komt wereldwijd voor op het noordelijk halfrond, in bladstrooisel, aarde en grotten.

## In Nederland waargenomen soorten
- Genus: Neobisium
  - Neobisium carcinoides - (Mosschorpioentje)
  - Neobisium carpenteri
  - Neobisium simile
  - Neobisium simoni
- Genus: Roncus
  - Roncus lubricus